# Tour de Suisse 1989
Die 53. Tour de Suisse fand vom 14. bis 23. Juni 1989 statt. Sie wurde in elf Etappen  über eine Distanz von 1846 Kilometern ausgetragen.
Gesamtsieger wurde der Schweizer Beat Breu. Die Rundfahrt startete in Bern mit 149 Fahrern, von denen 104 Fahrer am letzten Tag in Zürich ins Ziel kamen.

## Etappen
| Etappe     | Tag      | Start – Ziel          | km        | Etappensieger     | Gesamtwertung  |
| ---------- | -------- | --------------------- | --------- | ----------------- | -------------- |
| 1. Etappe  | 14. Juni | Bern – Bern           | 148       | Eric Vanderaerden | Jürg Bruggmann |
| 2. Etappe  | 15. Juni | Bern – Lausanne       | 197,5     | Johann Bruyneel   | Beat Breu      |
| 3. Etappe  | 16. Juni | Lausanne – Liestal    | 199       | Michael Wilson    | Stephan Joho   |
| 4. Etappe  | 17. Juni | Liestal – Bad Zurzach | 166,5     | Arno Küttel       | Stephan Joho   |
| 5. Etappe  | 18. Juni | Bad Zurzach – Baden   | 78        | Remig Stumpf      | Stephan Joho   |
| 6. Etappe  | 19. Juni | Baden – Heitersberg   | 7,5 (BZF) | Beat Breu         | Beat Breu      |
| 7. Etappe  | 20. Juni | Baden – Arosa         | 203       | Kurt Steinmann    | Beat Breu      |
| 8. Etappe  | 21. Juni | Arosa – Bellinzona    | 208,5     | Andreas Kappes    | Beat Breu      |
| 9. Etappe  | 22. Juni | Bellinzona – Zermatt  | 200       | Andreas Kappes    | Beat Breu      |
| 10. Etappe | 23. Juni | Zermatt – Brügg       | 277,5     | Johann Bruyneel   | Beat Breu      |
| 11. Etappe | 24. Juni | Brügg – Zürich        | 160,5     | Urs Freuler       | Beat Breu      |